# Служители (фильм, 2008)
«Служители» (англ. Acolytes — «последователи, приспешники») — австралийский художественный фильм 2008 года, поставленный Джоном Хьюитом. Криминальная драма/триллер о трёх подростках, которые выходят на след убийцы, которого они хотят разоблачить сами, не сообщая ни о чём полиции, что приводит к трагическим последствиям.
Фильм снимался в местности Гласс-Хаус и городе Редклифф в австралийском штате Квинсленд. Получил ряд наград на кинофестивалях, включая приз за лучший фильм на фестивале андерграундного кино в Мельбурне.

## Сюжет
В городке, где живут старшеклассники Марк, Джеймс и подруга Джеймса Чейзли, исчезла девушка Таня. Спустя несколько дней, гуляя по лесу, Марк видит мужчину, который что-то закапывает в лесу, и замечает его машину. Все трое идут в лес с лопатами и обнаруживают, что в лесу закопан чей-то труп. Чейзли считает, что это Таня, однако на трупе они находят нашивку на рюкзак в виде канадского флага, так что скорее всего это была неизвестная автостопщица. Сначала школьники хотят заявить в полицию, но затем Джеймс решает, что они сами найдут убийцу. По описанию Марка им вскоре удаётся найти в городке красную машину с узором бабочки на запасном колесе, и они устанавливают дом, где живёт мужчина.
Параллельно разворачивается конфликт Марка и Джеймса с Гари Паркером их давним врагом, который совершил насилие над ними, когда они были детьми, о чём они никогда никому не говорили. Паркер, недавно вышедший из тюрьмы, ведёт себя агрессивно и угрожает Марку, считая, что тот стремится натравить на него полицию. Марк и Джеймс проникают в дом мужчины, которого они подозревают в убийстве, и узнают его имя, Иан Райт. Оказывается также, что у него есть слабослышащая жена и маленький ребёнок. Друзья подкладывают нашивку в виде флага под дворники на ветровом стекле машины Райта, а вечером звонят ему по телефону и говорят, что они знают, что он сделал. Тот предлагает им решить вопрос деньгами, однако Марк и Джеймс ставят ему другое условие: если в течение 24 часов он не убьёт Гэри Паркера, они сообщат обо всём в полицию.
Райт, угрожая Паркеру пистолетом, узнаёт у него имена преследующих его ребят. На следующий день Паркер вывозит всех троих на заброшенную свалку, где начинает охоту на ними с помощью арбалета. Туда же приезжает Райт. Паркер ранит стрелой Марка, но Джеймсу удаётся повалить Паркера, и Марк убивает его камнем. Чейзли отталкивает Райта и все трое убегают. Однако Райт тем же вечером похищает Джеймса. Марк и Чейзли проводят ночь вместе, а утром девушка оставляет записку о том, что она пойдёт искать Джеймса. Позже Райт приглашает Марка на встречу, если тот хочет увидеть Чейзли. В машине у Райта сидит норвежская девушка-автостопщица, которой Райт со временем начинает угрожать. Марка же он называет своим «последователем», но пока ещё неопытным. Марк даёт понять, что он не будет принимать участие в убийстве девушки, и Райт высаживает её.
Райт привозит Марка домой, где в ванной Марк видит убитого Джеймса, а в подвале прикованную Чейзли. Райт заставляет Марка признаться Чейзли, что в смерти Тани виноват сам Марк, который в лесу пытался приставать к ней, и Паркер, который случайно сбил на машине бегущую Таню. Они закопали Таню на той же территории, что и Райт своих жертв. Приходит жена Райта, которая вонзает в Марка нож. Она уходит наверх, и Марку удаётся ранить Райта ножом, который Марк взял у него в гараже. Сам Марк умирает от ран, Чейзли же освобождается от наручников и пытается бежать, но дверь дома закрыта. Она возвращается в подвал и вставший Райт нападает на неё, но она вытаскивает у него из раны нож и наносит ему множество ударов. Затем она берёт ключи и уходит. Вскоре она выходит на шоссе по огни проезжающих машин.

## В ролях
- Себастьян Грегори — Марк
- Ханна Мэнгэн Лоуренс — Чейзли
- Джошуа Пэйн — Джеймс
- Майкл Дорман — Паркер
- Джоэл Эдгертон — Райт
- Белинда МакКлори — жена Райта
- Холли Болдуин — Таня
- Энтони Фелан — отец Тани
- Белла Хиткот — Петра, норвежка
- Сью Двайер — мать Паркера

## Отзывы
Фильм получил положительные отзывы. Так, на агрегаторе Rotten Tomatoes его уровень одобрения составляет 75 % на основе 8 рецензий.
В 2024 году фильм стал получать большое число ошибочных рецензий, предназначенных для фильма с похожим названием «Аколит» (The Acolyte).